# Pomnik św. Prokopa w Policach nad Metují
Pomnik św. Prokopa w Policach nad Metují – zabytkowy pomnik w miejscowości Police nad Metují.
Pomnik św. Prokopa jest dobrym przykładem późnobarokowej rzeźby wschodnich Czech. Stoi w zakolu drogi przy kamiennej balustradzie, która pierwotnie była częścią mostu przy młynie.
Posąg znajduje się na masywnym trójdzielnym cokole.
Postać stoi na lewej stopie, prawa skierowana jest do przodu. Święty ma na głowie mitrę. Postać ubrana jest w pelerynę z draperią; trzyma w ręku złocony pastorał.